# Анна Карамазофф
«А́нна Карама́зофф» (фр. Anna Karamazoff) — первый полнометражный фильм режиссёра Рустама Хамдамова, закончен в 1991 году. Премьера фильма состоялась 17 мая 1991 года в рамках конкурсной программы 44-го Каннского кинофестиваля. Тем не менее, из-за конфликта режиссёра и продюсера фильм на экраны СССР и других стран так и не вышел.
В фильме использованы фрагменты уничтоженного фильма Рустама Хамдамова «Нечаянные радости».

## Сюжет
1949 год. Женщина (её имя не называется, условно Анна) возвращается из лагеря (колонии) в Ленинград. Юноша, обмазанный жидкой глиной, с женским портмоне на поясе, стреляет в неё из воображаемого лука. В поезде героиня ведёт дневник и размышляет о приближающемся будущем. Она идёт в свою квартиру, но там уже живут три узбечки. Одна узбечка (Татьяна Друбич) пытается вырвать молочный зуб у ребёнка. Анна идёт в коммунальную квартиру, где когда-то были спрятаны её документы. За дверью ребёнок, он говорит, что совсем один и не может открыть дверь. Она уже собирается уходить, но её узнают и открывают. В квартире трое: двое мужчин (Пётр Мамонов, Александр Феклистов) и одна женщина (Светлана Немоляева), которая и притворялась ребёнком за дверью. Комод с документами сгорел. Вскоре Анна попадает в дом, где живут сумасшедшие бабушка (Мария Капнист) и её внуки — мальчик Александр и девочка Мари (Ольга Орлова). Открывая дверь, помогает вырвать мальчику зуб. Вся квартира заставлена произведениями искусства в стиле авангарда. Там она узнаёт о смерти своей матери — Марии Александровны. Мари рассказывает, как найти её могилу: «Там на кладбище живёт Большая Чёрная Собака — Каплан, она тебе укажет дорогу» (чёрная немецкая овчарка Грэта, правильная кличка Грэта-Хейга, владелец Надежда Борисовна Сагер, она же дрессировщик в данной картине и дублёр героини в сценах с этой собакой на дальнем плане).
Анна идёт на кладбище. Там хоронят пионера… Мимо проносится Большая Чёрная Собака Каплан (Грэта), как бы обозначая своё присутствие и уводя вдаль, на поиски могилы матери. Она возвращается в город. Видит мальчика в костюме зайчика. Бежит за ним. Заходит в кинотеатр, где идёт чёрно-белый фильм (составленный из сохранившихся фрагментов картины Хамдамова «Нечаянные радости»): сёстры-актрисы Наташа (Наталья Лебле) и Лена (Елена Соловей) коллекционируют ковры и узнают предание о том, что существует главный ковёр, обладающий силой заклинания. Купив его, сёстры обнаруживают, что поверье утратило силу, поскольку было нарушено главное условие: уже сто лет на ковре не проливалась невинная кровь. Поддавшись уговорам кинорежиссёра Прокудина-Горского (Эммануил Виторган), сёстры едут на фронт, где надеются подстелить ковёр под одну из невинных жертв и каплями её крови воскресить поверье. Но свою кровь на ковёр пролил сам Прокудин-Горский, которого зарубили саблей. Однако поверье не воскресло. Их обманули.
Далее Анна встречает молодого человека (Виктор Сибилёв). Раньше он переворачивал ноты для «Божественной» (так он называет некую певицу). Сейчас он бедствует. Они идут к нему домой. Во время игры за роялем Шопена она предлагает помочь ему. Они решают убить и ограбить богатого отставного военного, который, судя по отрывкам фраз Анны, когда-то написал донос на неё. У Анны есть яд во флаконе (она взяла его в ГУЛАГе). Они идут в Елисеевский магазин и покупают крымские яблоки. Анна берёт шприц и втыкает яд в яблоко. Дождавшись, пока уедет жена военного (Наталья Фатеева), она берёт яблоки и идёт к нему. Он путает её с Анной Карамазовой (с которой он только что разговаривал по телефону) и впускает. Съев яблоко, он умирает. Анна грабит его, но неожиданно приходит его жена. Они борются, и Анна сбегает. Далее Анна вместе с молодым человеком идут в театр. У неё то самое портмоне. Она оставляет его в ложе, и оно начинает разбухать. Анна спускается в затопленный туалет и дарит старушке-уборщице украденные у военного вещи.
В кошкином доме у молодого человека от стука проходящего поезда со словами «Сезам, откройся!..» падает и разбивается портрет молодого Ленина.

## В ролях
- Жанна Моро — Анна Карамазова (озвучивают Светлана Немоляева и Ольга Волкова)
- Пётр Мамонов — собеседник на сгоревшей кухне
- Светлана Немоляева — соседка
- Александр Феклистов — Александр Васильевич, её муж
- Эммануил Виторган — Прокудин-Горский, режиссёр
- Елена Соловей — Елена, звезда немого кино
- Наталья Лебле — Наташа, начинающая актриса
- Виктор Сибилёв — юноша
- Ирина Печерникова — узбечка
- Татьяна Друбич — узбечка
- Владислав Ветров — Рощин-Инсаров, графолог
- Геннадий Нилов — майор госбезопасности
- Михаил Тихонов — беспризорный на кладбище
- Мария Капнист — бабушка Соня
- Ольга Орлова — Мари (в титрах — Оля Носова)
- Юрий Соломин — отравленный Анной генерал-полковник
- Наталья Фатеева — его жена
- Розалия Котович — уборщица

## Съёмочная группа
- Автор сценария и режиссёр-постановщик: Рустам Хамдамов
- Оператор-постановщик: Юрий Клименко
- Оператор-постановщик съёмок 1974 года («Нечаянные радости»): Илья Миньковецкий
- Композитор: Александр Вустин
- Художник-постановщик: Владимир Мурзин, при участии Александра Загоскина
- Дрессировщик и дублёр Жанны Моро в сценах с участием немецкой овчарки Грэты-Хейги: Надежда Сагер

## Критика
Сам Рустам Хамдамов говорил о своём фильме в 1996 году:

Ожидали, что я представлю некий перформанс в стиле Параджанова. То есть, всего натолкаю, встану в центре кадра Жанной Моро, буду держать за хвост павлина и многозначительно молчать. В Каннах публика страшно свистела! Моро дралась! Правда — пинала всех вокруг. Фильм по-прежнему во Франции у продюсера Зильбермана. Мечтаю выкупить.